# Henri Rebersat
Hippolyte Henri Rebersat, né le 11 juin 1870 à Paris et mort dans la même ville le 6 mai 1932, est un architecte et homme politique français.

## Biographie
Fils d'un artiste peintre, il travaille d'abord à Saint-Ouen avant d'être recruté en 1897 par la commune du Kremlin-Bicêtre comme responsable de la voirie municipale. Bien que n'ayant pas de diplôme d'architecte, il se forme à ce métier et exerce à la fois comme architecte communal et chef des services techniques de la ville.
En 1912, il quitte son emploi à la mairie et s'inscrit comme architecte libéral. Militant socialiste de longue date (il avait été membre du Parti socialiste révolutionnaire et à ce titre délégués aux congrès de Japy et Wagram en 1899 et 1900), il est élu cette même année premier adjoint du maire Eugène Thomas.
Maire par intérim à la mort de ce dernier, en février 1919, il est réélu de justesse au conseil municipal lors des élections de décembre, mais doit céder le fauteuil de maire à Georges Gérard.
Rebersat se détourne alors de l'action municipale. Il prend fait et cause pour la IIIe Internationale et est élu lors du congrès de Tours comme membre suppléant du comité directeur du nouveau Parti communiste (SFIC).
Sa carrière politique se termine en 1923. Démissionnaire, comme plusieurs autres conseillers municipaux, après la décision de Gérard de quitter le PCF, il n'est pas réélu lors des élections partielles organisées dans la foulée.
Il meurt le 6 mai 1932 à Saint-Ouen.

## Constructions
- 1903 : mairie, place Jean-Jaurès, Le Kremlin-Bicêtre[2]
- 1907 : immeuble, 121 avenue de Fontainebleau, Le Kremlin-Bicêtre[3]
- 1909 : pavillons pour la société coopérative La Petite Chaumière, Le Kremlin-Bicêtre
- 1910 : maison, 71 rue du Moulin des Prés, Paris
- 1926 : immeuble, 92 rue Sadi-Carnot, Puteaux immeuble 92 rue Sadi Carnot à Puteaux

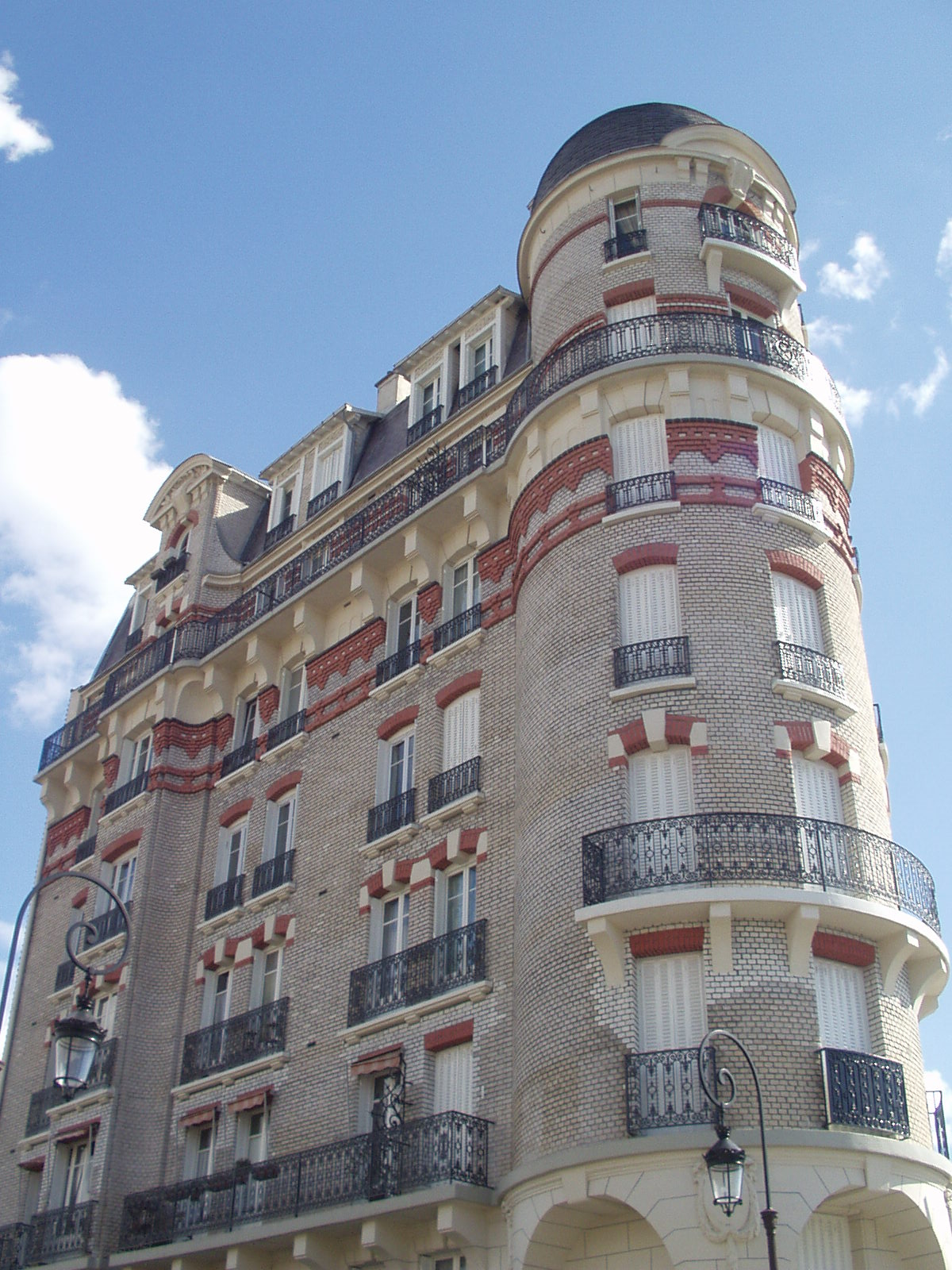
immeuble 92 rue Sadi Carnot à Puteaux